# Bodelshausen
Bodelshausen là một xã thuộc huyện Tübingen trong bang Baden-Württemberg của Đức.
Bodelshausen nằm ở phía nam rừng Rammert gần thị xã Hechingen.
Các đô thị giáp ranh: Rottenburg am Neckar, Ofterdingen, Mössingen, Hechingen và Hirrlingen